# 캐시 데이비스

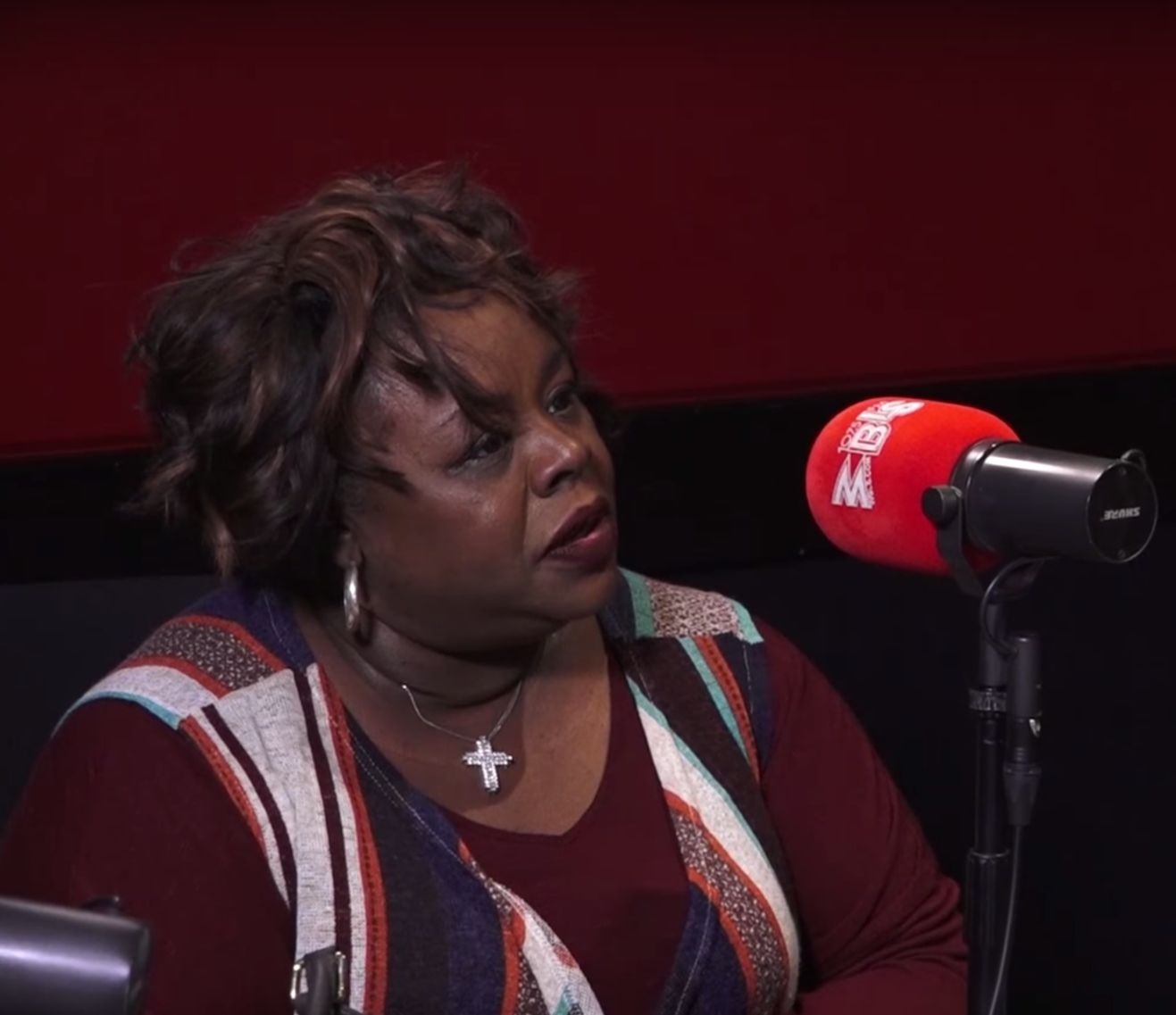

캐시 데이비스(Cassi Davis, 1964년 7월 11일 ~ )는 미국의 배우, 연극 배우, 텔레비전 배우, 성우, 영화배우이다.

## 영화
- 어 마디아 패밀리 퓨너럴 (2019년)
- 부 2! 어 마디아 할로윈 (2017년)
- 부! 마디아 할로윈 (2016년)
- 앤트 밤스 플레이스 (2012년) - 앤트 밤 역
- 마디아스 빅 해피 패밀리 (2011년)
- 마디아스 빅 해피 패밀리 (2010년)
- 대디즈 리틀 걸스 (2007년) - 리타 역
- 하우스 오브 페인 (2006년) - 엘라 페인 역
- 마디아 감옥 가다 (2006년)
- 마디아 가족의 재결합 (2006년)
- 히 세이... 쉬 세이... 벗 왓 더즈 갓 세이? (2004년) - 타이니 역
- 보이콧 (2001년)